# Bataille de Vĩnh Yên
 (mars 2014).
Si vous disposez d'ouvrages ou d'articles de référence ou si vous connaissez des sites web de qualité traitant du thème abordé ici, merci de compléter l'article en donnant les références utiles à sa vérifiabilité et en les liant à la section « Notes et références ».
Guerre d'Indochine
Batailles
- Opération Masterdom
- Bataille de Hanoï
- Opération Léa
- Bataille de Phu Tong Hoa
- Bataille de la RC 4
- Bataille de Vĩnh Yên
- Bataille de Mao Khê
- Bataille de Nghia Lo
- Bataille de Hòa Bình
- Opération Lorraine
- Bataille de Na San
- Bataille de Muong Khoua
- Opération Atlante
- Opération Camargue
- Opération Hirondelle
- Opération Brochet
- Opération Mouette
- Opération Castor
- Bataille de Diên Biên Phu
- Opération D
- Bataille du col de Mang Yang
- Extension au Laos

La bataille de Vĩnh Yên (en vietnamien : Trận Vĩnh Yên), qui se déroula du 13 au 17 janvier 1951, constitua un engagement militaire majeur de la guerre d'Indochine. Elle opposa les forces de l'Union française à celles du Việt Minh, et se solda finalement par une victoire tactique et stratégique décisive des Français, commandés par Jean de Lattre de Tassigny, sur leurs adversaires, menés par Võ Nguyên Giáp. Cette réussite de l'Union française marqua un véritable tournant dans le déroulement du conflit, quelques mois après le désastre qu'avait représenté pour les Français la bataille de la RC 4.

## Contexte
Depuis octobre 1950, le Việt Minh avait pris l'initiative sur les Français. Pouvant bénéficier de positions et de bases depuis le territoire de la République populaire de Chine, les troupes việt minhs, sous le commandement de Võ Nguyên Giáp, harcelaient constamment les forces françaises le long de la Route coloniale 4. Vers la fin de ces offensives, le 17 octobre, les Français avaient perdu sur le terrain 6 000 hommes, poussant le gouvernement métropolitain à réagir: le haut-commissaire pour l'Indochine, Léon Pignon, et le commandant-en-chef du Corps expéditionnaire français en Extrême-Orient, le général Marcel Carpentier, furent tous les deux rappelés et remplacés par le général Jean de Lattre de Tassigny, grande figure française de la lutte contre l'Allemagne nazie lors de la Seconde Guerre mondiale.
De Lattre se rendit au Vietnam dès le 17 décembre, afin d'assurer à la fois le commandement militaire et politique de l'Indochine. Le Corps expéditionnaire français comptait alors près de 190 000 hommes, dont 10 000 faisant partie de l'aviation militaire et 5 000 de la flotte maritime. Les Français occupaient la majeure partie du pays, mais le Việt Minh tenait, pour sa part, une zone considérable de l'arrière-pays et de la campagne vietnamienne. Giáp disposait de cinq divisions, toutes armées et équipées par les Chinois, et composées chacune de 10 000 combattants. Quatre d'entre elles se trouvaient à environ 250 kilomètres au nord d'Hanoï, retranchées autour de la région de Việt Bắc, près de la frontière chinoise. La 320e division tenait le sud du delta du Fleuve Rouge.
L'année 1951 s'annonçait particulièrement heureuse pour le Việt Minh. Giáp et les stratèges du parti communiste vietnamien avaient prévu de lancer une lourde offensive qui aurait pu, selon eux, chasser définitivement les Français en leur infligeant d'importantes pertes et des défaites humiliantes. Giáp décida de frapper Hanoi, et choisit de concentrer son attaque principale sur le site de Vĩnh Yên, à 50 kilomètres au nord de la capitale et de la pointe du « triangle » géographique grossièrement formé par les lignes de défenses françaises.

## Bataille

### Ordre de bataille et positions des belligérants
Vĩnh Yên était, en janvier 1951, défendue par deux groupes mobiles français de 3 000 hommes chacun. Le GM 3 tenait la ville elle-même tandis que le GM 1 gardait une série de positions clés plus à l'est. Giáp opta pour un percement en profondeur entre ces deux groupes, avant l'attaque victorieuse finale censée battre totalement le reste des forces françaises. Vers la fin décembre, les 308e et 312e divisions avaient été transférées, depuis la Việt Bắc, aux environs de la crête de Tam Dao. Le 13 janvier 1951, les forces Viêt Minhs lancèrent l'offensive.

### La bataille
La 308e division effectua une diversion sur Bao Chuc, un petit avant-poste à environ quatre kilomètres au nord-ouest de Vĩnh Yên. Le GM 3 se porta rapidement au nord afin de prendre la relève des 50 soldats assiégés de la garnison, mais il tomba dans une embuscade tendue par les forces de la 312e division à Dao Tu. Une série de frappes aériennes et des barrages d'artillerie permirent finalement au GM 3 de se dégager du piège et de battre en retraite à Vĩnh Yên, mais trop tard pour avoir pu empêcher la perte d'un bataillon entier et la quasi-destruction d'un autre. Les forces du Việt Minh, profitant de leur succès, prirent une chaîne de collines face à Vĩnh Yên.
Le 14 janvier, de Lattre vint à Vĩnh Yên afin de prendre le contrôle effectif des opérations. Il ordonna au GM 2 de venir de Hanoï pour servir de réserve, puis au GM 1 d'attaquer à l'ouest et de percer jusqu'à la ville de Vin Yen. Il demanda également un soutien aérien ainsi que des renforts. Le GM 1 réussit à effectuer une avance victorieuse le long de la Route 2 et fit sa jonction avec le GM 3 afin de mener plusieurs attaques qui délogèrent finalement les viet minhs des collines récemment capturées. Le 16 janvier, cependant, les Việt Minhs déclenchèrent une contre-attaque massive à l'aide de la 308e division. De Lattre répliqua par la plus importante concentration de frappes aériennes françaises de toute la guerre, lors de laquelle le napalm fut pour la première fois utilisé à grande échelle. Les troupes de Giáp durent battre en retraite. Dans les premières heures du 17 janvier, les soldats français, ayant poussé jusqu'à la colline 101, tombèrent à court de munitions, tandis que les forces Viêt Minhs s'emparèrent bientôt de la colline 47. Giáp avait le contrôle du centre, alors que les Français tenaient les collines 210 (10e bataillon parachutiste de chasseurs à pied) et 157 sur les flancs. À l'aube, la 308e division recommença l'attaque.
De Lattre se servit du GM 2, sa dernière réserve, afin de se porter sur la Colline 47, tandis que le GM 3 fut envoyé vers les positions françaises isolées de la Colline 210. Des attaques aériennes au napalm appuyèrent ces deux offensives. En fin de compte, l'aviation française emporta la décision. La 308e division commença à retraiter, et la 312e tenta une dernière action désespérée. Néanmoins, elle ne put renverser la situation. Le soir du 17 janvier, les deux divisions viet minhs se retirèrent dans les montagnes.

## Conséquences
Si cette impressionnante victoire française ne fournit aucun sursis de court-terme — Giáp essaya de nouveau de franchir les lignes de défense françaises peu de temps après —, elle n'en fut pas moins un incontestable remontant moral pour les soldats français. Elle confirma en outre que Paris avait pris la bonne décision en nommant De Lattre pour conduire les opérations contre le Việt Minh. Du point de vue stratégique, la bataille signifiait que la guerre n'était pas près de se terminer et que la victoire ultime et décisive demanderait, aux deux camps, des efforts considérables.